# Anna Happach
Anna Wilhelmine Happach (* 27. Mai 1892 in Forlitz-Blaukirchen, Ostfriesland, Provinz Hannover; † 9. Juli 1963 in Hesel, Landkreis Aurich) war eine deutsche Stillleben-, Landschafts- und Porträtmalerin der Düsseldorfer Schule sowie Textilkünstlerin.

## Biografie
Happach studierte von 1914 bis 1919 als Privatschülerin in Düsseldorf. In dieser Zeit schuf sie die meisten der über hundert erhaltenen Bilder ihres Schaffens – Stillleben, Landschaftsbilder, Porträts und Skizzen. Ihr in Bildaufbau und Malweise eigenwilliger Stil zeigt im Hinblick auf die Motiv- und Farbwahl expressionistische Züge. Happach verwendete Kohle, Bleistift, Pastell, Gouache und Aquarellfarben. Sie malte auf geschöpftem Papier in verschiedenen Naturtönen, nie auf Leinwand. Konstruktionslinien beließ sie im Bild.
Nach dem Studium ging Anna Happach nach Worpswede in die Handweblehre zu Martha Vogeler, der Ehefrau von Heinrich Vogeler. Für etwa ein Jahr arbeitete sie in deren Weberei im Haus im Schluh. In der Künstlerkolonie Worpswede gehörte sie zum Freundeskreis um Hans Saebens und Alfred Depser, später Maler auf Juist.
Als Handwebmeisterin eröffnete Happach um 1930 eine eigene Weberei im Wohnhaus ihrer Mutter an der Stiftsmühle in der Georgstraße in Aurich. Zeitgenössische Künstler, darunter der ostfriesische Maler Hinrikus Bikker-Riepe (1925–1997), der als junger Grafiker seine Werke im Schaufenster der Weberei ausstellte, gehörten zu ihrem Umfeld. Mehrere Webschülerinnen bildete sie aus.
Anna Happach blieb ledig, hatte keine Kinder und starb im Alter von 71 Jahren in Hesel.

## Ausstellung
- 2014/2015: Die Blaue Mappe, Künstlerhaus Hooksiel[2]